# 大黑林根
大黑林根是德国图林根州的一个市镇。总面积6.03平方公里，总人口693人，其中男性341人，女性352人（2011年12月31日），人口密度115人/平方公里。